# Sofie Börjesson
Sofie Börjesson, född 31 maj 1997, är en svensk handbollsmålvakt. Hon spelar sedan 2022 för det norska topplaget Vipers Kristiansand.

## Klubbkarriär
Börjessons moderklubb är GF Kroppskultur, där hon spelade fram till 2016. Hon spelade sedan tre säsonger för Kungälvs HK, innan hon 2019 gick till IK Sävehof. Med IK Sävehof var hon med och blev svensk mästare 2022.
Från säsongen 2022/2023 har hon kontrakt med Vipers Kristiansand. Med Vipers vann hon både EHF Champions League, Norska cupen och Norska ligan 2022/23.

## Landslagskarriär
Sofie Börjesson deltog i U17-EM 2013 där Sverige tog guld, och U19-EM 2015 där Sverige tog brons. Hon deltog även i U18-VM 2014, och U20-VM 2016.
Sofie Börjesson blev uttagen i A-landslaget för att delta i EM-kval 2020, men dessa matcher ställdes in på grund av coronaviruspandemin.

## Meriter
- EHF Champions League 2023 med Vipers Kristiansand
- Norska cupen 2022/23 med Vipers Kristiansand
- Norska ligan 2022/23 med Vipers Kristiansand
- Svensk mästare 2022 med IK Sävehof